# Емеріх Дембровський
Емеріх Дембровський (рум. Emerich Dembrovschi, нар. 6 жовтня 1945, Кимпулунг-ла-Тіса) — румунський футболіст, що грав на позиції нападника. По завершенні ігрової кар'єри — тренер.
Виступав за клуби «Бакеу» та «Політехніка» (Тімішоара), а також національну збірну Румунії.

## Клубна кар'єра
Народився 6 жовтня 1945 року в місті Кимпулунг-ла-Тіса. Вихованець юнацьких команд футбольних клубів «Фореста» (Сігет) і «Вікторія Роман».
У дорослому футболі дебютував 1966 року виступами за команду клубу «Бакеу», в якій провів вісім сезонів, взявши участь у 177 матчах чемпіонату. Більшість часу, проведеного у складі «Бакеу», був основним гравцем атакувальної ланки команди.
1974 року перейшов до клубу «Політехніка» (Тімішоара), за який відіграв 7 сезонів. Граючи у складі тімішоарської «Політехніки» також здебільшого виходив на поле в основному складі команди. Завершив професійну кар'єру футболіста виступами за команду «Тімішоара» у 1981 році.

## Виступи за збірну
1968 року дебютував в офіційних матчах у складі національної збірної Румунії. Протягом кар'єри у національній команді, яка тривала 6 років, провів у формі головної команди країни 27 матчів, забивши 9 голів.
У складі збірної був учасником чемпіонату світу 1970 року у Мексиці, де взяв участь в усіх трьох матчах групового етапу, далі якого румуни не пройшли, та став автором одного з голів своєї команди у програній з рахунком 2:3 грі проти Бразилії.

## Кар'єра тренера
Розпочав тренерську кар'єру невдовзі по завершенні кар'єри гравця, 1983 року, очоливши на два сезони тренерський штаб клубу «Політехніка» (Тімішоара).
1994 року повертався на тренерський місток «Політехніки», після чого протягом частини 1997 року тренував команду клубу УТА (Арад).

## Титули і досягнення
- Володар Кубка Румунії (1):

«Політехніка» (Тімішоара): 1979-1980